# Christian Chu
Christian Chu (* 29. října 1991, rodným jménem Chu Phuong Duy) je český šéfkuchař a gastronom vietnamského původu. Je provozovatel fine diningové restaurace Levitate, kterou s hodnocením dvou příborů zařadil v roce 2019 průvodce Michelin Main Cities of Europe mezi doporučovaná místa. V květnu 2019 byl v anketě Zlatý kuchař vyhlášen nejlepším zahraničním kuchařem České republiky.

## Osobní život
Christian Chu se narodil v Hòa Bình ve Vietnamu a od roku 2002 žije v České republice, kde získal občanství.

### Gastronomie
Gastronomii se věnuje od svých čtrnácti let. Již v průběhu studia na základní škole musel každý den pomáhat ve vietnamském bistru svých rodičů, ze kterého ve svých sedmnácti letech odešel. Přestože se kuchařem nikdy formálně nevyučil a vše se naučil sám, začal ve stejné době experimentovat s gastronomickými zážitky, vytvářet nové chutě, recepty a různorodé formy prezentace jeho jedinečných jídel.

## Kariéra
V letech 2009 až 2017 pracoval na různých pozicích v asijských restauracích SaSaZu, SOHO nebo Mandarin Oriental.

### Levitate Restaurant
V roce 2017 otevřel v Praze vlastní zážitkovou restauraci Levitate, jejíž kuchyně čerpá z asijských kořenů a střídmého nordického přístupu k surovinám. Hlavní myšlenkou konceptu je respekt k přírodě a využívání lokálních surovin. Právě fúze těchto dvou kuchyní umožňuje Christianovi objevovat nové možnosti gastronomie a příležitosti k vlastnímu zdokonalování. Restaurace má pouze jednu nabídku, která je složena z pokrmů ze zeleniny, ovoce, ryb a mas.
Po roce a půl od jejího vzniku byla v březnu 2019 s hodnocením dvou příborů zařazena do průvodce Michelin Main Cities of Europe. V červenci 2019 začala restaurace jako první v České republice nabízet patnáctichodové degustační menu, které je složené ze tří částí – flora, aqua a fauna.

### Chu Yakitori
V roce 2019 se Christian Duy Chu připojil s restaurací Chu Yakitori ke gastronomickému marketu Manifesto na pražském Florenci, která se zaměřuje na tradiční japonský pokrm yakitori.

### Ocenění
- 2019: Nejlepší zahraniční kuchař České republiky v anketě Zlatý kuchař 2018[3][4]